# Rhythm Collision
Rhythm Collision – drugi album zespołu Ruts D.C. nagrany przy pomocy producenckiej Mada Professora w londyńskim Ariwa Studios. Wydany w lipcu 1982 przez wytwórnię Bohemian.

## Utwory
1. "Whatever We Do" – 5:35
2. "Militant" – 3:47
3. "Push Yourself – Make It Work" – 3:01
4. "Rhythm Collision" – 5:50
5. "Accusation" – 4:02
6. "Pleasures of the Dance" – 4:39
7. "Weak Heart Dub" – 5:01
8. "Love and Fire" – 8:38
9. "Whatever We Do" [12" Mix] – 8:47
10. "Militant" [12" Vocal-Mix] – 3:31
11. "Rhythm Collision" [Mad-Mix] – 6:35
12. "Accusation" [12" Vocal-Mix] – 3:42
13. "Weak Heart" [12" Vocal Mix] – 6:07

## Skład
- John "Segs" Jennings – wokal, gitara basowa
- Paul Fox – wokal, gitara
- Dave Ruffy – wokal, perkusja
- Dave Winthrop – saksofon